# Sund, Na Uy
Sund, Norway là một đô thị ở hạt Hordaland, Na Uy.
Đô thị này nằm trong khu vực truyền thống của Midhordland. Trung tâm hành chính của đô thị là làng Skogsvåg. Các làng lớn khác ở Sund bao gồm Klokkarvik, Tælavåg, Kausland, và Hammarsland.
Sund bao gồm phía nam của hòn đảo Store Sotra, phía tây thành phố Bergen. Nó cũng bao gồm nhiều hòn đảo nhỏ hơn, bao quanh. Lịch sử của đô thị bắt đầu từ năm 1838, khi Sund được thành lập với tư cách là một trung tâm phân phối formannskapsdistrikt, tiền thân của các đô thị hiện đại. Sund là một đô thị lớn ở nông thôn, không có các khu định cư lớn, lớn nhất là Hammarsland với khoảng 900 cư dân (vào năm 2013). Do sự gần gũi với thành phố Bergen, một tỷ lệ lớn dân số di chuyển đến thành phố để làm việc.

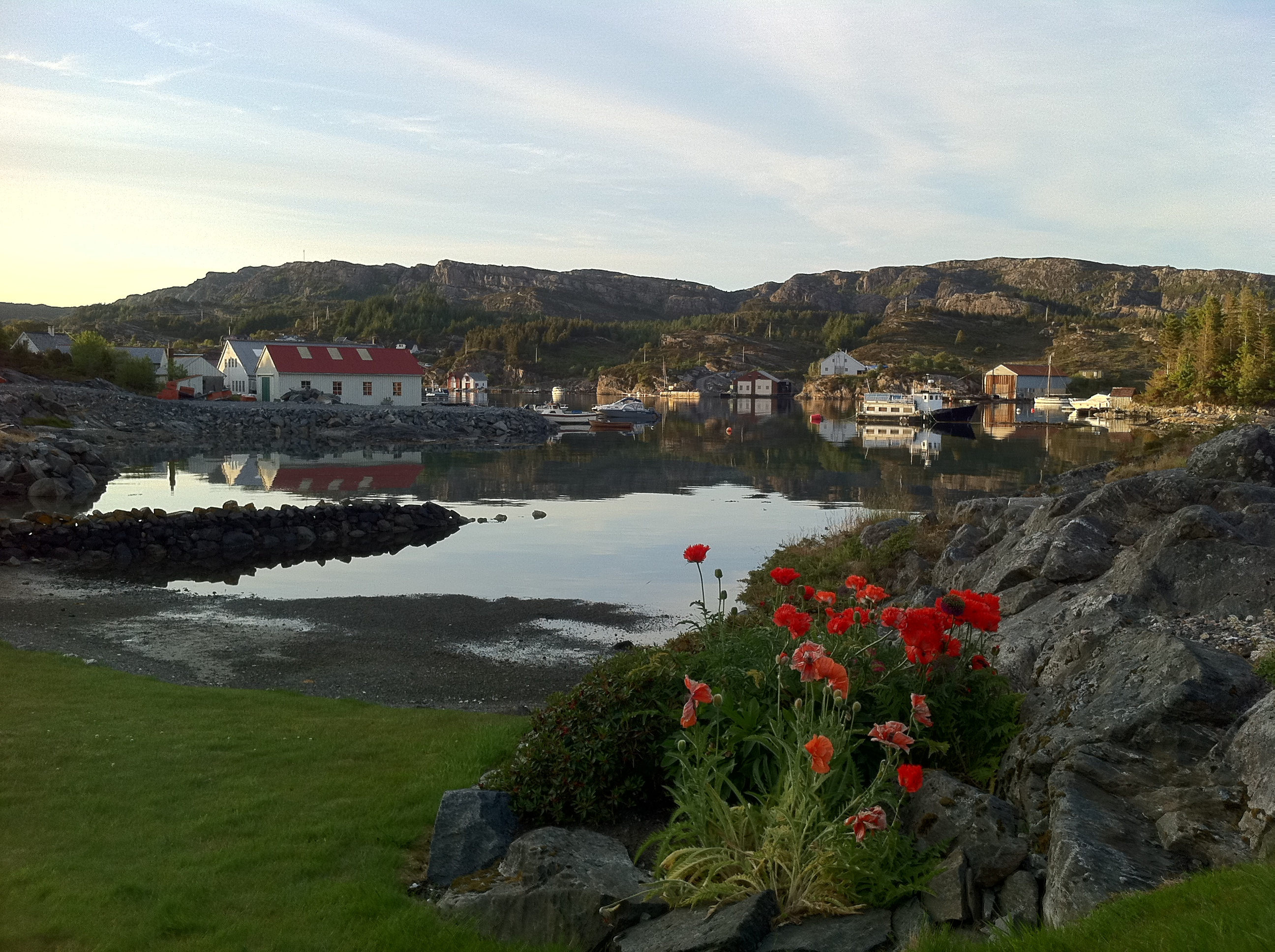
Cảnh Forlandsvåg

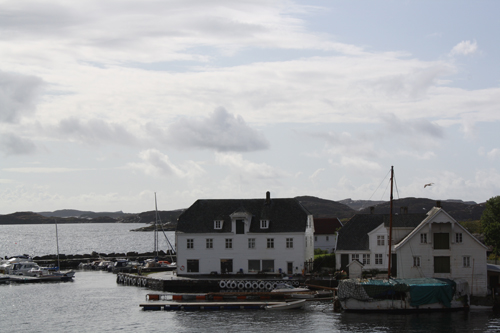
Cảng Glesvær lịch sử

The parish of Sund was established as a formannskapsdistrikt (municipality) on ngày 1 tháng 1 năm 1838. On ngày 1 tháng 1 năm 1886, the southern island district of Sund (population: 2,396) was separated to form the new municipality of Austevoll. The municipal borders have not changed since that time.
Giáo xứ Sund được thành lập vào ngày 1 tháng 1 năm 1838. Ngày 1 tháng 1 năm 1886, quận Sund phía Nam (dân số: 2,396) được tách thành thành đô thị mới Austevoll. Biên giới của thành phố không thay đổi kể từ thời điểm đó.

## Tên gọi
Đô thị được đặt theo tên của ngôi làng Sund trước đây, nơi mà nhà thờ Sund đầu tiên được xây dựng. Tên gọi trùng với từ "sund" của Na Uy, dịch ra tiếng Anh là "eo biển". 

## Huy hiệu
Bộ áo khoác của thành phố hiện nay được cấp vào ngày 23 tháng 3 năm 1988. Chúng cho thấy một ngọn hải đăng màu xanh trên nền trắng hoặc bạc.